# Камельзон, Владимир Наумович
Владимир Наумович Камельзон (родился 17 марта 1938 год, Ташкент, Узбекистан) — теннисист, заслуженный тренер Украины и России, мастер спорта СССР, главный тренер сборных команд России и член Правления Федерации тенниса России. По состоянию на 2011 год проработал тренером свыше 50 лет.

## Биография
Родился в Ташкенте 17 марта 1938 года. Его первыми тренерами по теннису были Вано и Арчила Эллердашвили — чемпионы Грузии. С 13 лет он играл за сборную команду Узбекистана и принимал участие в 1956 году в первой Спартакиаде Народов СССР. Входил в состав сборной команды Узбекистана. Во время учебы в университете стал работать тренером по теннису Добровольного спортивного общества «Локомотив». В 1962 году получил диплом Узбекского Государственного института физической культуры и спорта по специальности «спортивные игры» и стал работать Государственным тренером Союза спортивных обществ и организаций Узбекистана. Затем перешел на работу старшего тренера Республиканской юношеской школы высшего спортивного мастерства. Владимир Камельзон работал тренером сборных команд Украины, Узбекистана, СССР, России. Осуществляет руководство Детской теннисной спортивной школой «Белокаменная». На протяжении 3 лет работал тренером в США. С 2007 года — академик Международной Академии Информатизации при ООН.

## Известные ученики
Среди учеников Владимира Камельзона: мастер спорта СССР Равиль Сулейманов, заслуженный мастер спорта СССР, тренер по теннису Елена Елисеенко, заслуженный мастер спорта СССР и чемпионка Уимблдон в возрасте до 18 лет Марина Крошина, заслуженный тренер Украины Ольга Бабий, мастер спорта СССР международного класса Александр Коляскин, капитан команды Кубка Дэвиса и Кубка Федераций Яков Рыбальский, директор детской теннисной школы Национального теннисного центра Израиля Игорь Гипш, теннисист Юрий Филев.